# Пиоваккари, Федерико
Федерико Пиоваккари (итал. Federico Piovaccari; 10 сентября 1984, Галларате, Италия) — итальянский футболист, нападающий клуба «Джульяно».

## Карьера

### Клубная
Проходил обучение в футбольной школе «Интера», дебют состоялся в клубе «Виттория» (выступал там на правах аренды). Затем отправился в аренду в команду «Сан-Марино»: первоначально он планировал идти в «Тревизо», но тот автоматически попал в Серию А из-за дисквалификации «Дженоа». Затем выступал снова в аренде в «Триестине» и позднее всё-таки перешёл в «Тревизо» за 500 евро. В июле 2009 года после банкротства команды перешёл в «Равенну» на 2 года. Первый гол забил в Кубке Италии в матче против «Джулиановы»: на третьей добавленной минуте второго тайма он забил победный гол и помог команде пройти в следующий раунд. В сезоне 2009/10 он стал лучшим бомбардиром клуба. 31 августа 2010 «Читтаделла» выкупила игрока в обмен на Паоло Росси. В сезоне 2010/11 Пиоваккари стал лучшим бомбардиром клуба и Серии B. 8 июля 2011 перешёл в «Сампдорию».
31 января 2012 года Пиоваккари был отдан в аренду клубу «Брешиа». Он дебютировал за новую команду 26 февраля в игре с «Торино», а 17 марта отметился первым забитым мячом во встрече с «Пескарой». Всего до конца аренды итальянец провёл за «Брешиа» 17 матчей в Серии B и забил 4 гола.
27 июля 2015 года подписал контракт с клубом чемпионата Австралии «Уэстерн Сидней Уондерерс» на сезон 2015/16. 5 мая 2016 года покинул «Уондерерс».

### В сборных
В составе сборной Италии принимал участие в футбольном турнире Средиземноморских игр 2005 года, команда дошла до четвертьфинала.

## Достижения
- Чемпион Румынии: 2013/14